# كيت تيمبست
كيت تيمبست (بالإنجليزية: Kate Tempest)‏ (22 ديسمبر 1986 في المملكة المتحدة)؛ مغنية، ملحنة، كاتِبة وشاعرة بريطانية. درست في كلية جولدسميث.

## روابط خارجية
- كيت تيمبست على موقع IMDb (الإنجليزية)
- كيت تيمبست على موقع IMDb (الإنجليزية)
- كيت تيمبست على موقع ميوزك برينز (الإنجليزية)
- كيت تيمبست على موقع أول ميوزيك (الإنجليزية)
- كيت تيمبست على موقع ديسكوغز (الإنجليزية)
- كيت تيمبست على موقع ديسكوغز (الإنجليزية)
- كيت تيمبست على موقع ديسكوغز (الإنجليزية)